# ミッキーのサーカス
『ミッキーマウスのがんばれサーカス』または『ミッキーのサーカス』（原題：Mickey's Circus）は1936年8月1日に公開されたウォルト・ディズニー・プロダクション（現：ウォルト・ディズニー・カンパニー）が制作したアニメーション短編映画作品。ミッキーマウスの短編映画シリーズの一作品である。日本での公開は1976年と1990年。

## あらすじ
ミッキーが子供たちのために贈る大サーカス。舞台にはドナルドダックに続き、とっておきの芸を披露する3頭の大きなアシカと1頭の小さないたずらアシカが登場する。ごほうびの魚を目当てに大きなアシカたちは、ポールの曲芸やラッパの演奏をするが、魚はいつもいたずらアシカに取られてしまう。怒ったドナルドはいたずらアシカに魚をあげないようにするが、ことあるごとにひったくられてしまう。挙げ句の果てには、魚の入ったバスケットを奪って逃亡し、怒ったドナルドが追い、二匹はサーカスの大砲の中に。ミッキーが危ないから出ろと言うも、子供たちがいたずらでドナルドだけを大砲に閉じ込め、更にはミッキーも大砲の押し込められてしまい、二人はふっとばされる。
飛ばされたミッキーはロープへと着地し長い棒を持たされる。ロープから落ちないように揺られている姿はまるで綱渡りを披露しているかのよう。同じくバスケットごと飛ばされて縄に引っかかり、それを見ていたドナルドが笑うも、子供たちのいたずらはエスカレートし、縄を切られて自転車の上に落下して乗車し振り回されることに。落ちないように奮闘しているうちに、ミッキーが上に突き上げた長い棒の上に、ドナルドは乗った自転車が乗り、観客は大歓声。更にはロープに高圧電流を流したために、ロープは耐えられなくなって切れ、二人は子供たちが下で用意したプールへと落下。プールから顔を出したミッキーとドナルドはそれでも観客達からたくさんの拍手をもらったが、そこへいたずらアシカが魚をドナルドに投げつけたために、大きなアシカたちの奪い合いに巻き込まれてしまうのであった。

## スタッフ
- 製作総指揮：ウォルト・ディズニー
- 製作：ジョン・サザーランド
- 音楽：ポール・J・スミス
- 作画：ミルト・カール、フランク・トーマス[1]
- 監督：ベン・シャープスティーン

## 声の出演
| キャラクター   | 原語版               | 旧吹き替え版 | 新吹き替え版 |
| -------------- | -------------------- | ------------ | ------------ |
| ミッキーマウス | ウォルト・ディズニー | 後藤真寿美   | 青柳隆志     |
| ドナルドダック | クラレンス・ナッシュ | 関時男       | 山寺宏一     |

## 日本での公開

### 1976年上映
『ミッキー・マウスのがんばれ!サーカス』と改題し、1976年3月13日公開の「東宝チャンピオンまつり」で公開。同プログラムは通常はゴジラ映画などの特撮映画をメインにしていたが、この時のみ「ディズニー・フェスティバル」と銘打ったディズニー作品メインの興行だった。
- 『ピーター・パン』
- 『ドナルド・ダックの人喰いサメ』
- 『チップとディールの怪獣をやっつけろ!』
- 『ドナルド・ダックのライオン大騒動』
- 『元祖天才バカボン』
- 『勇者ライディーン』
- 『タイムボカン』
- 『およげ!たいやきくん』

### 1990年上映
- 『白雪姫』
- 『オリバー ニューヨーク子猫ものがたり』

## 収録
- 『夢と魔法の宝石箱 ミッキーたちのパーティー』（VHS、ブエナ ビスタ ジャパン） - 『ミッキーマウスのがんばれサーカス』のタイトルで収録。
- 『Disneyゆかいな仲間たち ミッキーたちのパーティー』（VHS、ブエナ ビスタ ホーム エンターテイメント） - 『ミッキーマウスのがんばれサーカス』のタイトルで収録。
- 『ミッキーマウス／カラー・エピソード Vol.1 限定保存版』（DVD、ブエナ ビスタ ホーム エンターテイメント） - 『ミッキーマウスのがんばれサーカス』のタイトルで収録。